# NGC 7590
NGC 7590 (другие обозначения — PGC 71031, ESO 347-33, MCG −7-47-30, IRAS23161-4230) — спиральная галактика в созвездии Журавль.
Галактика обладает активным ядром и относится к сейфертовским галактикам типа II
Этот объект входит в число перечисленных в оригинальной редакции «Нового общего каталога».